# Troisgros
Pour les articles homonymes, voir Troisgros (homonymie).
Troisgros est une entreprise de restauration et d'hôtellerie française dont l'établissement principal est situé à Ouches dans la Loire, en région Auvergne-Rhône-Alpes.
Elle tire son origine d'un restaurant tenu à partir de 1930 à Roanne par Jean-Baptiste Troisgros et son épouse Marie, puis par leurs fils Jean et Pierre sous le nom Les Frères Troisgros en 1957, enfin par leur petit-fils Michel, propriétaire de l'actuel restaurant Le Bois sans feuilles à Ouches, près de Roanne. Il est classé trois étoiles au Guide Michelin depuis 1968.
L'hôtel est membre de Relais & Châteaux depuis 1966.

## Historique

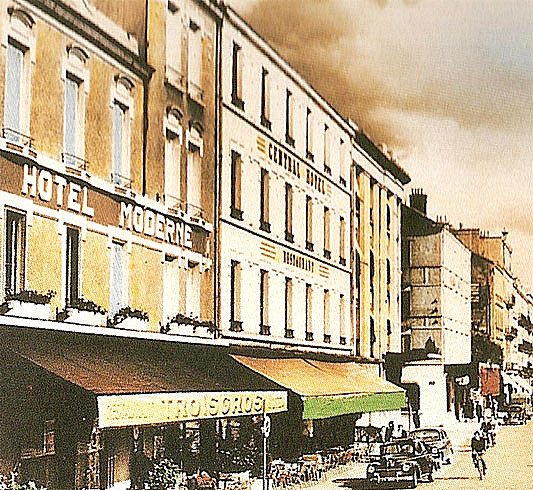
L'hôtel-restaurant Troisgros à Roanne du temps de l’Hôtel Moderne.

### Jean-Baptiste et Marie Troisgros
Jean-Baptiste Troisgros (1898-1974) et son épouse Marie Badaut (1900-1968), limonadiers d'origine bourguignonne, tiennent le Café des négociants à Chalon-sur-Saône en Bourgogne. Ils ont trois enfants : Jean (né le 2 décembre 1926 à Chalon-sur-Saône,), Pierre (né le 3 septembre 1928 à Chalon-sur-Saône) et Madeleine (née le 17 juin 1935 à Roanne). En 1930, la famille Troisgros s'installe à Roanne, aux frontières de la Bourgogne, de la vallée du Rhône et de l'Auvergne, sur la route nationale 7, alors grand itinéraire. Ils achètent l’Hôtel-Restaurant des Platanes qui s'élève en face de la gare.
Le couple, totalement autodidacte en restauration, assure une table d'hôtes régionale et bourgeoise. Marie Troisgros est aux fourneaux, Jean-Baptiste s'occupe de la salle et de la cave.
Leurs deux fils, Jean et Pierre, sont élevés dans les éloges quasi sacrés de la grande cuisine française. Chacun à 15 ans, ils entrent en cuisine presque « comme on entre en religion ». Jean fait son apprentissage à Paris, Pierre à l’Hôtel du Golf à Étretat en Normandie ; il travaille aussi à Saint-Jean-de-Luz au Pays basque. En 1948, Pierre Troisgros fait son service militaire au 62e régiment d'artillerie d'Afrique à Tunis.
Leur CAP obtenu, ils travaillent ensemble au Lucas Carton, un prestigieux restaurant de la place de la Madeleine dans le 8e arrondissement de Paris avec le grand chef cuisinier Gaston Richard. Ils s'y lient d'une amitié solide, qui devait s'avérer très durable, avec leur camarade de fourneau Paul Bocuse.

### Les Frères Troisgros (Jean et Pierre)

Jean, Jean-Baptiste et Pierre Troisgros.

En 1957, l’Hôtel Moderne devient Les Frères Troisgros, avec Pierre au fourneau, Jean le maître saucier et leur père Jean-Baptiste comme maître d'hôtel et sommelier.
Le Guide Michelin leur décerne leur première étoile en 1955, la seconde en 1965 et leur troisième étoile en 1968 ; 18/20 au Gault et Millau et 4 étoiles au Bottin gourmand. En 1965, Jean Troisgros obtient le titre de Meilleur ouvrier de France (catégorie cuisine),. En 1966, Pierre Troisgros officie comme chef de cuisine pendant 5 mois au restaurant Maxim's de Tokyo au Japon,,.
En 1968, Christian Millau titre en couverture de son magazine Gault et Millau : « J'ai découvert le meilleur restaurant du monde ».
En 1970, le restaurant s'agrandit avec le rachat d'un bâtiment voisin. En 1976, ils construisent une grande cuisine.
Le 9 août 1983 à Vittel (Vosges), Jean Troisgros décède brutalement d'une crise cardiaque sur un court de tennis à l'âge de 56 ans,,,. Le 29 octobre 1987, la place de la gare à Roanne est rebaptisée à son nom (inaugurée par François Mitterrand). Au centre est installée une œuvre du sculpteur Arman datant de 1992 : Les Gourmandes, qui représente un empilement de fourchettes. 
De 1987 à 1990, Pierre et Michel Troisgros font partie des invités de l'émission culinaire hebdomadaire Quand c'est bon ?... Il n'y a pas meilleur ! diffusée sur FR3 et animée par François Roboth.

#### Jean Troisgros
Jean Troisgros était marié et père de deux enfants. Son fils Georges fut notamment cuisinier aux restaurants Lutèce (en) et Le Relais à New York,.

#### Pierre Troisgros

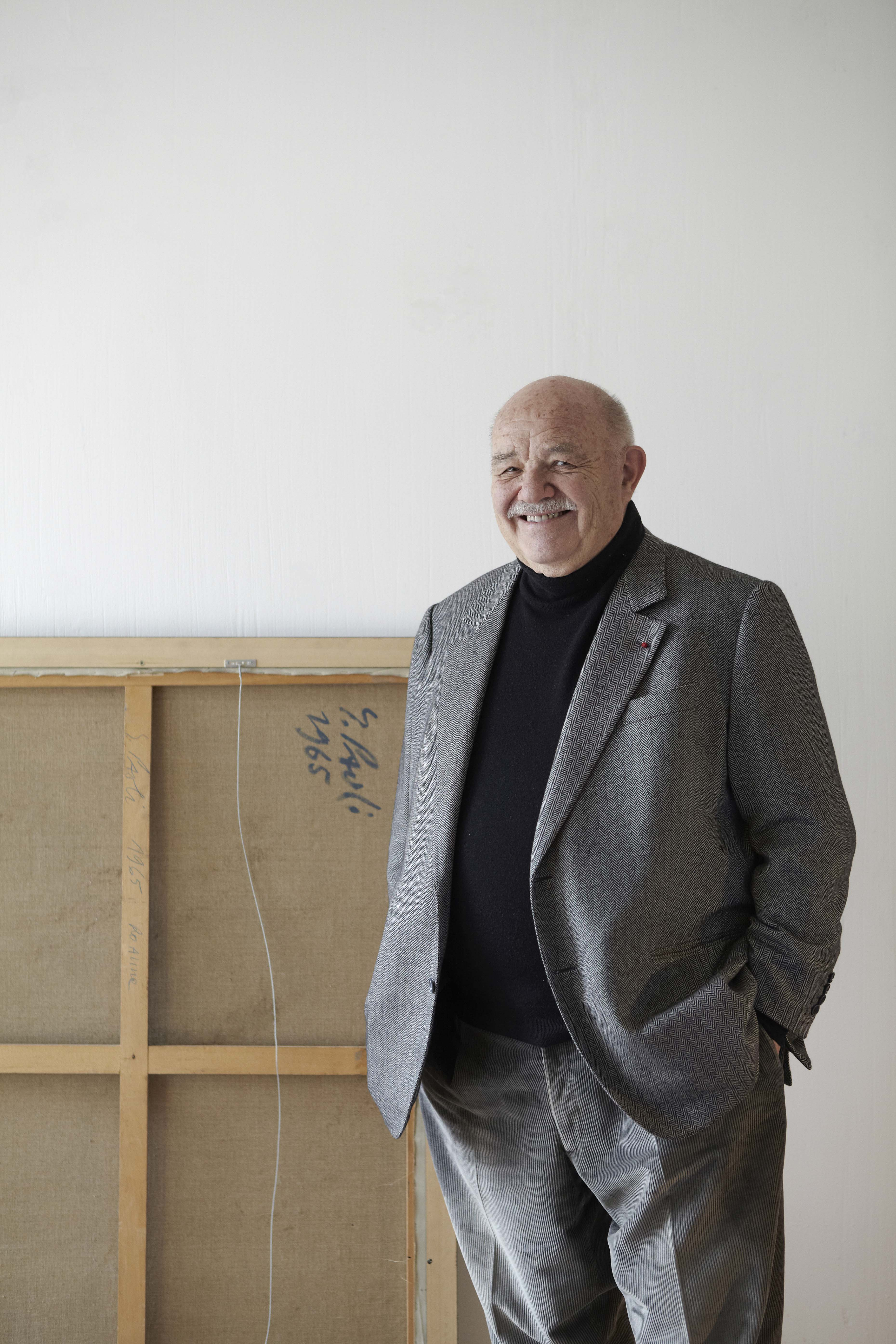
Pierre Troisgros en 2012.

Pierre Troisgros, mort le 23 septembre 2020 au Coteau, près de Roanne, à l'âge de 92 ans,,,, et son épouse Olympe Forté, d'origine italienne, rencontrée à Paris (née le 12 septembre à 1928 à Pont-Sainte-Maxence et décédée le 17 mai 2008 au Coteau), ont trois enfants : Claude (né en 1956), Michel (né en 1958) et Anne-Marie (née en 1964).
Claude (ancien élève de l’école hôtelière de Thonon-les-Bains) tient le restaurant gastronomique Olympe à Rio de Janeiro et trois bistrots, dont un à Miami Beach en Floride. Il est père de deux enfants dont son fils Thomas Troisgros qui prend la relève.
Anne-Marie (ancienne élève de l'École hôtelière de Lausanne), avec son mari Yves Gravelier, était propriétaire du Restaurant Gravelier à Bordeaux de 1993 à 2014,.

### Michel Troisgros

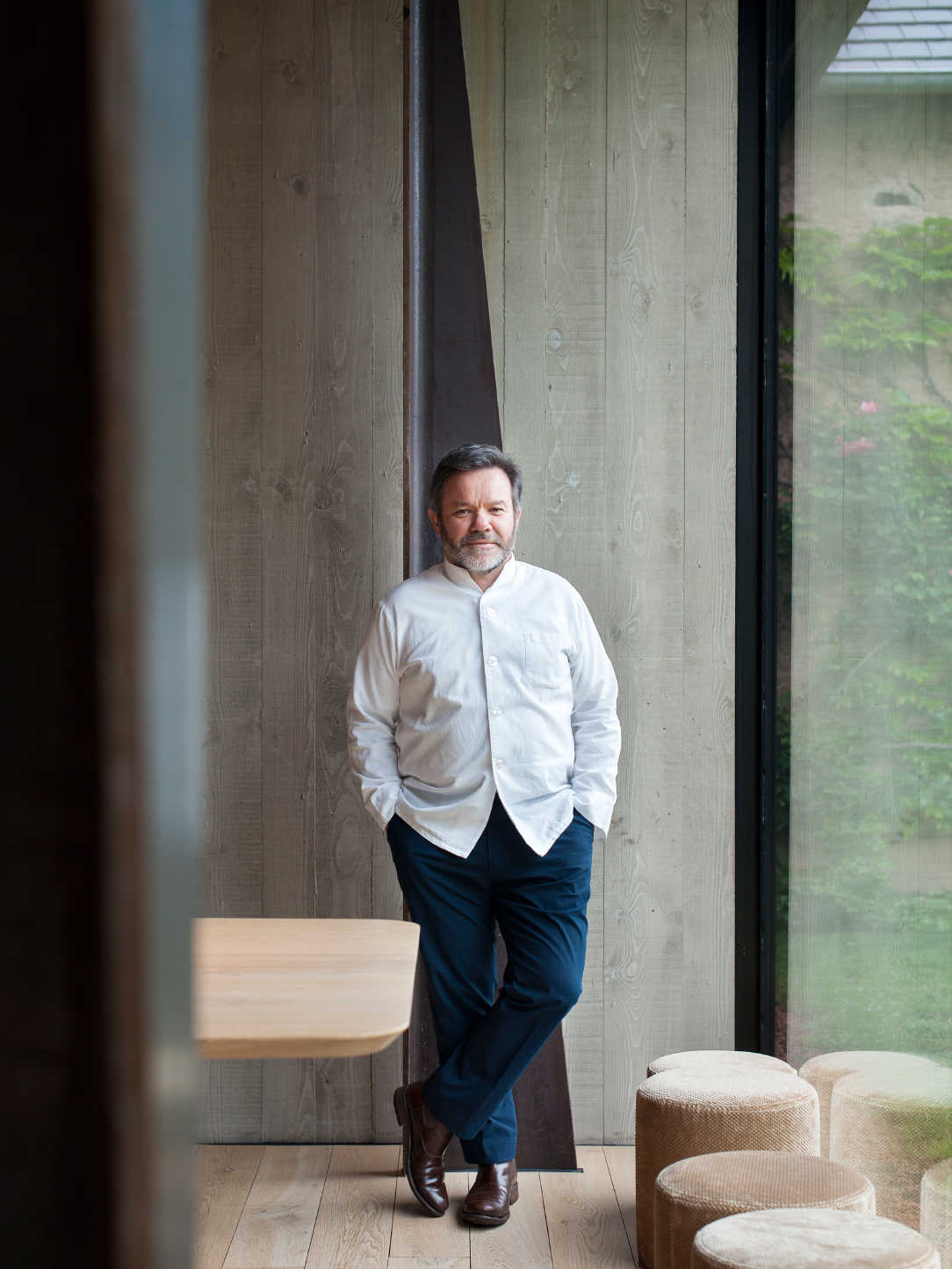
Michel Troisgros en 2018.

Michel, né le 2 avril 1958 à Roanne, fils de Pierre et Olympe Troisgros, fait l'école hôtelière de Grenoble entre 1973 et 1976 où il rencontre Marie-Pierre, sa future épouse. Ils partent faire le tour du monde pour apprendre le métier dans les grandes maisons comme Alain Chapel à Mionnay, Frédy Girardet à Crissier, Taillevent à Paris, Michel Guérard à Eugénie-les-Bains et New York, Comme chez soi à Bruxelles, Chez Panisse à Berkeley et The Connaught (hôtel) à Londres[réf. souhaitée].

#### Marie-Pierre Troisgros

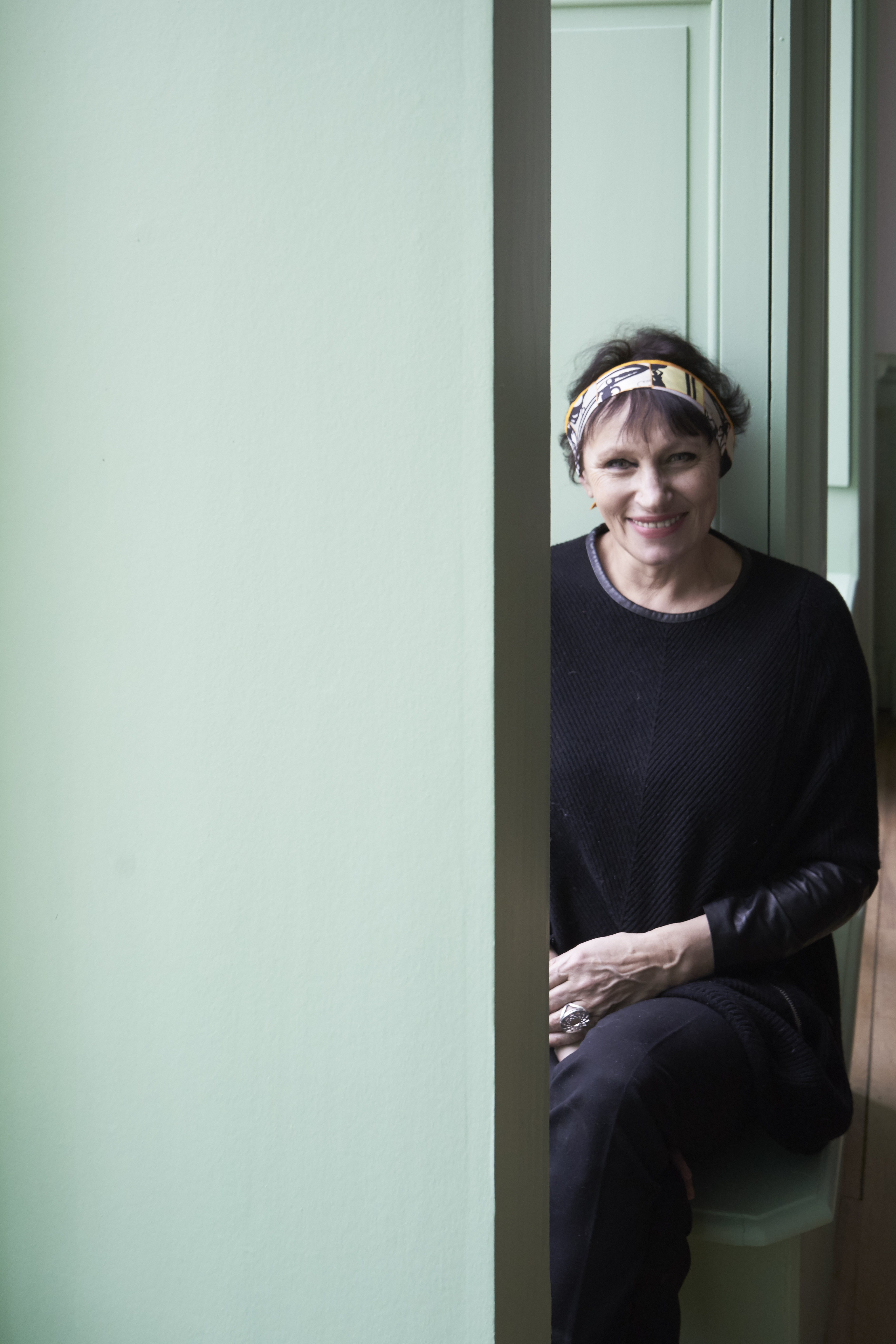
Marie-Pierre Troisgros en 2017.

Marie-Pierre Lambert, née le 6 avril 1957 à Sainte-Colombe (Rhône), suit également l'école hôtelière de Grenoble de 1973 à 1976. Lors de leur tour du monde, elle travaille dans différents pays, notamment en Allemagne dans la Forêt-Noire, à l'hôtel Hilton de Bruxelles, à l'hôtel The Connaught à Londres, au restaurant Lapérouse à Paris, chez Petrossian à New York, chez Michel Guérard à Eugénie-les-Bains et chez la famille François en Suisse. Michel et Marie-Pierre se marient en 1983. Ensemble Marie-Pierre et Michel ont trois enfants, Marion (née en 1983), César (né en 1986) et Léo (né en 1993)[réf. souhaitée].

#### César Troisgros

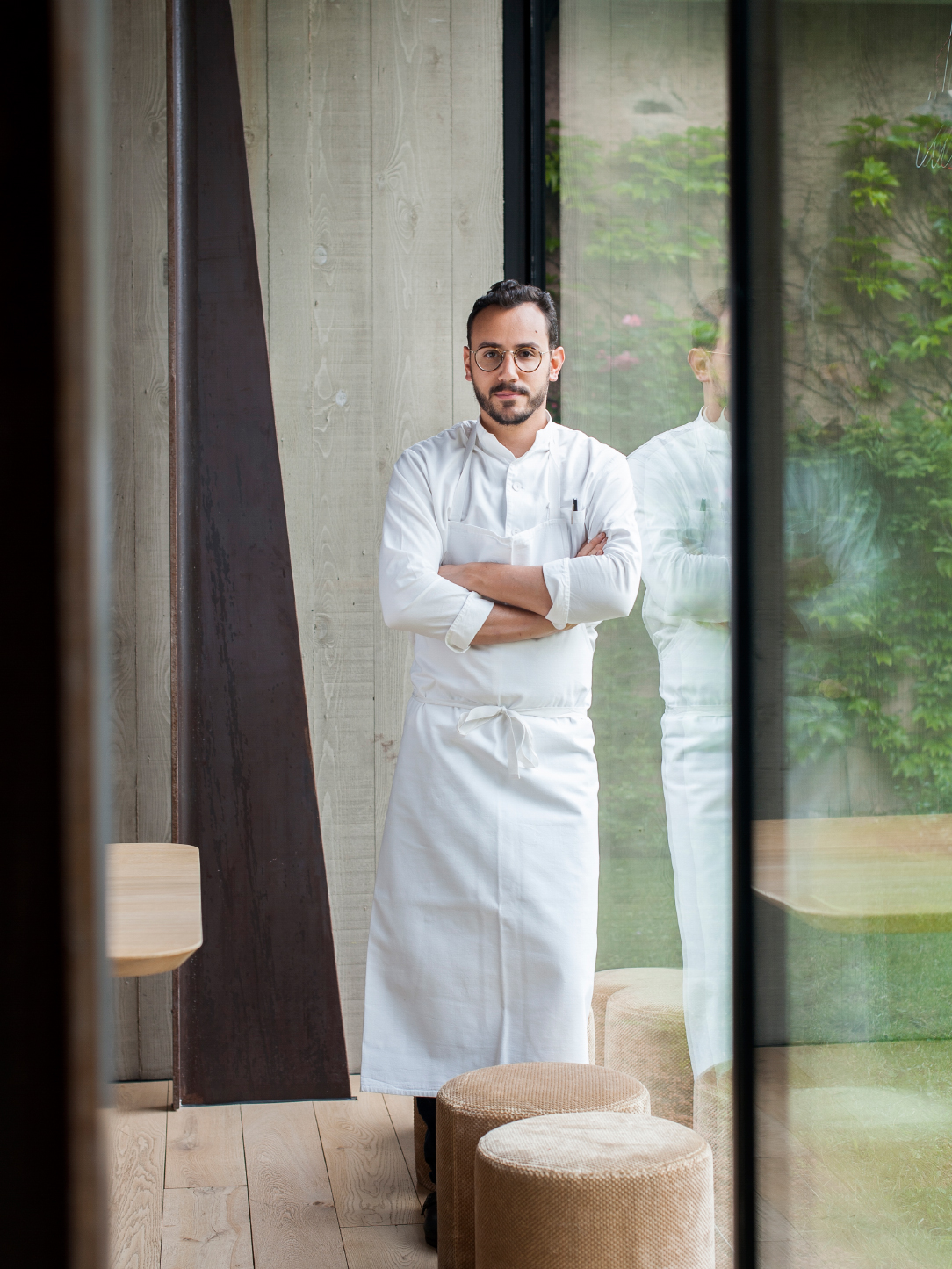
César Troisgros en 2018.

César Troisgros, né le 5 novembre 1986 à Roanne, est le fils aîné de Michel et Marie-Pierre Troisgros. Il est cuisinier.
2004 à 2007 : Formation à l'Institut Paul Bocuse avant de poursuivre son apprentissage culinaire dans de grandes maisons telles que Michel Rostang à Paris en 2007. 2009-2010 : Thomas Keller « The French Laundry » dans la Napa Valley. 2011 : Retour à Roanne. Chef de partie, sous-chef, chef de cuisine. Quelques mois chez Claude Troisgros à Rio de Janeiro. En 2017 il s'engage avec Vivre bio en Roannais dans la sauvegarde d'une variété menacée de disparition, la fève d'Auvergne. 2019 : Il est nommé chevalier de l’Ordre du Mérite agricole. 2020 : Étoile verte. César est sportif, musicien, se passionne pour l’art, la connaissance des vins et les cuisines du monde. En 2023, il devient officiellement le chef de cuisine de la maison.
Le film Menus-Plaisirs de Frederick Wiseman est centré sur son travail.

#### Léo Troisgros

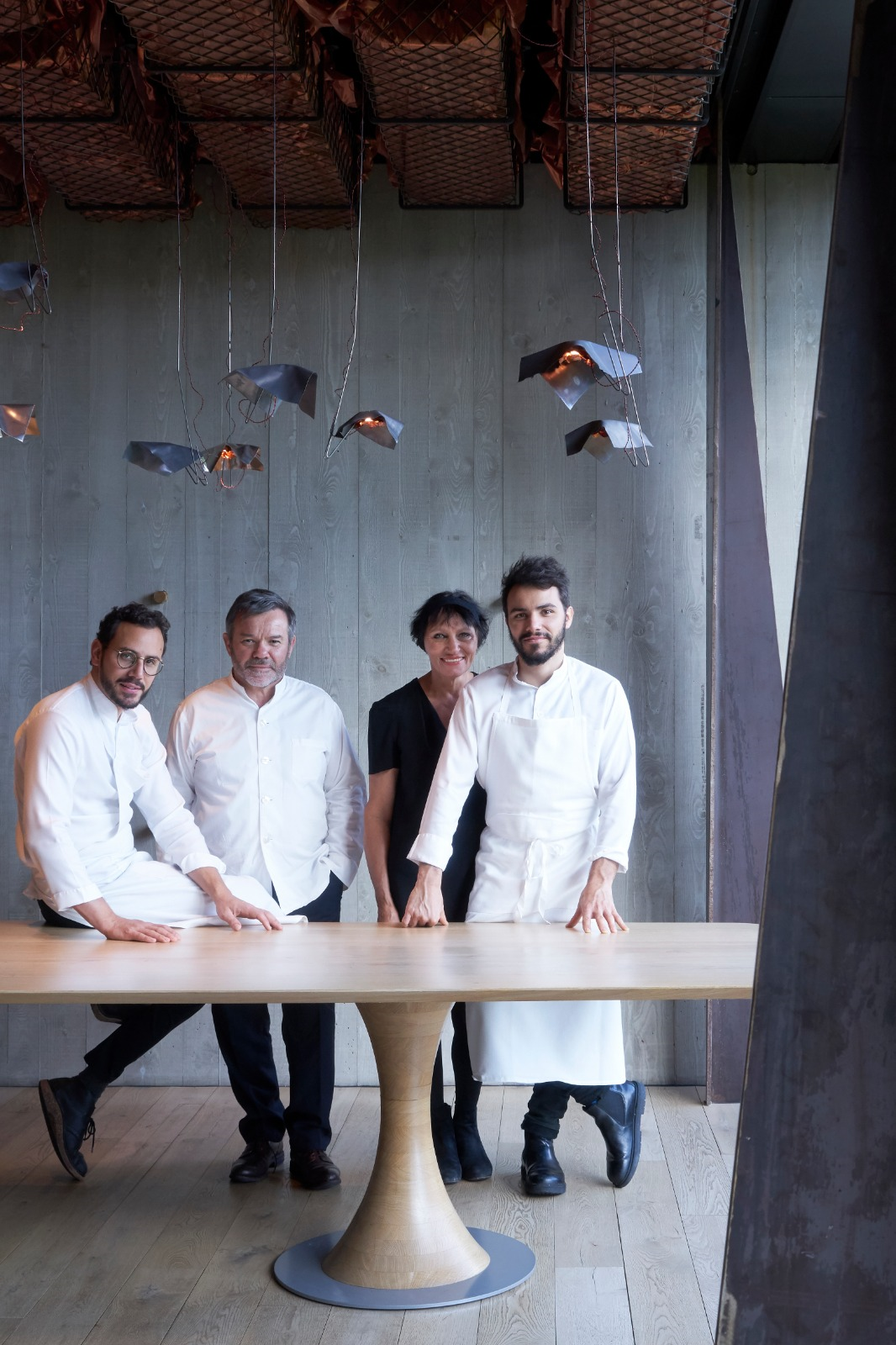
César, Michel, Marie-Pierre et Léo Troisgros en 2020.

Léo Troisgros, né le 26 février 1993 à Roanne, étudie à l'Institut Paul Bocuse entre 2012 et 2015. Pour compléter sa formation, il intègre de grandes maisons comme Guy Savoy à Paris, Benoît Violier à Crissier, La Grenouillère d'Alexandre Gauthier à La Madelaine-sous-Montreuil et l'Hôtel Adlon à Berlin. En 2017, il fait partie de l'équipe en cuisine pour l'ouverture du nouvel établissement à Ouches, avant de rejoindre comme second La Colline du Colombier où Lisa Roche, sa compagne, est chef de rang. En janvier 2018, il part avec sa compagne pour un an au Japon. Le 18 juin 2020, Léo et Lisa prennent la direction de La Colline du Colombier.

## Restaurants

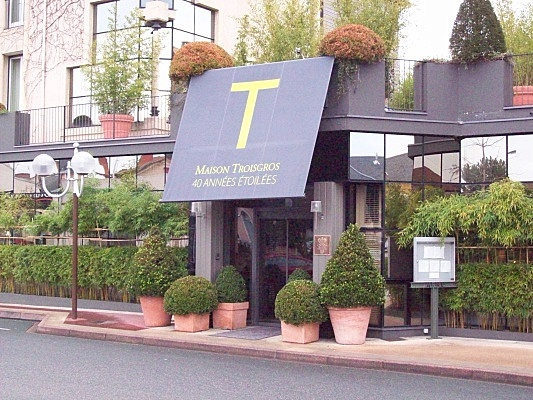
L'ancien restaurant La Maison Troisgros à Roanne.

Après la disparition de Jean, Michel et Marie-Pierre font équipe avec leurs parents. Le tandem père-fils dure 13 ans, il se prolonge jusqu'en 1996. L'étroitesse des lieux, l'impossibilité d'y nourrir un projet d'avenir pour leurs fils César et Léo, tous deux cuisiniers, amènent Marie-Pierre et Michel à quitter la place de la gare le 1er janvier 2017. Le nouvel établissement, Le Bois sans feuilles, ouvre le 18 février suivant dans le calme d'un domaine situé à Ouches, à 8 km à l'ouest de Roanne[réf. souhaitée].

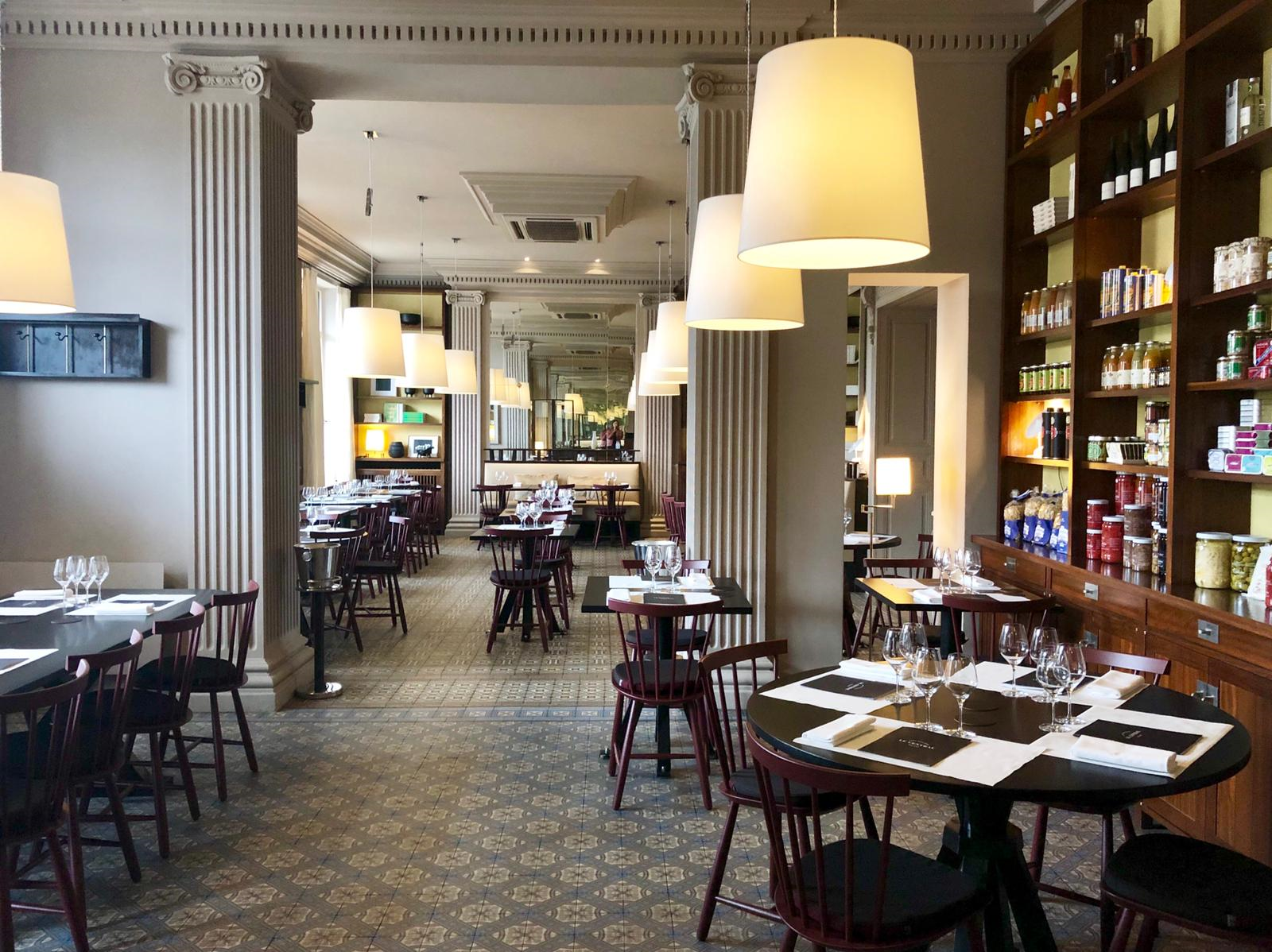
Le Central à Roanne.

En 1995, Michel et Marie-Pierre ont ouvert un « café-restaurant-épicerie » face à la gare à Roanne.
En 2001, Michel Troisgros ouvre le restaurant Koumir (en français : « diva ») à Moscou, dans un hôtel particulier du XIXe siècle, entre la place Pouchkine et la place Rouge. Cette présence en Russie dure trois ans. Devant la difficulté à s'approvisionner en ingrédients de qualité, Michel ne renouvelle pas son contrat.
En 2004, Michel Troisgros ouvre La Table à l'Hôtel Lancaster dans le 8e arrondissement de Paris. Un an plus tard, il est récompensé d'une étoile par le Guide Michelin. En 2014, le changement de propriétaire met un terme à 10 ans de collaboration.

En septembre 2006, Michel Troisgros ouvre le restaurant Cuisine(s) Michel Troisgros dans l'hôtel Hyatt Regency de Tokyo. L'adresse se fait rapidement une belle réputation et obtient 2 étoiles au Guide Michelin en 2008. La cuisine proposée est proche de l'esprit de Roanne, mais Michel laisse à ses chefs la liberté de créer de nouveaux plats, qui sont élaborés à partir de produits locaux et de saison. Cela fait une cuisine française avec un léger accent oriental. Le restaurant a fermé ses portes fin 2019.

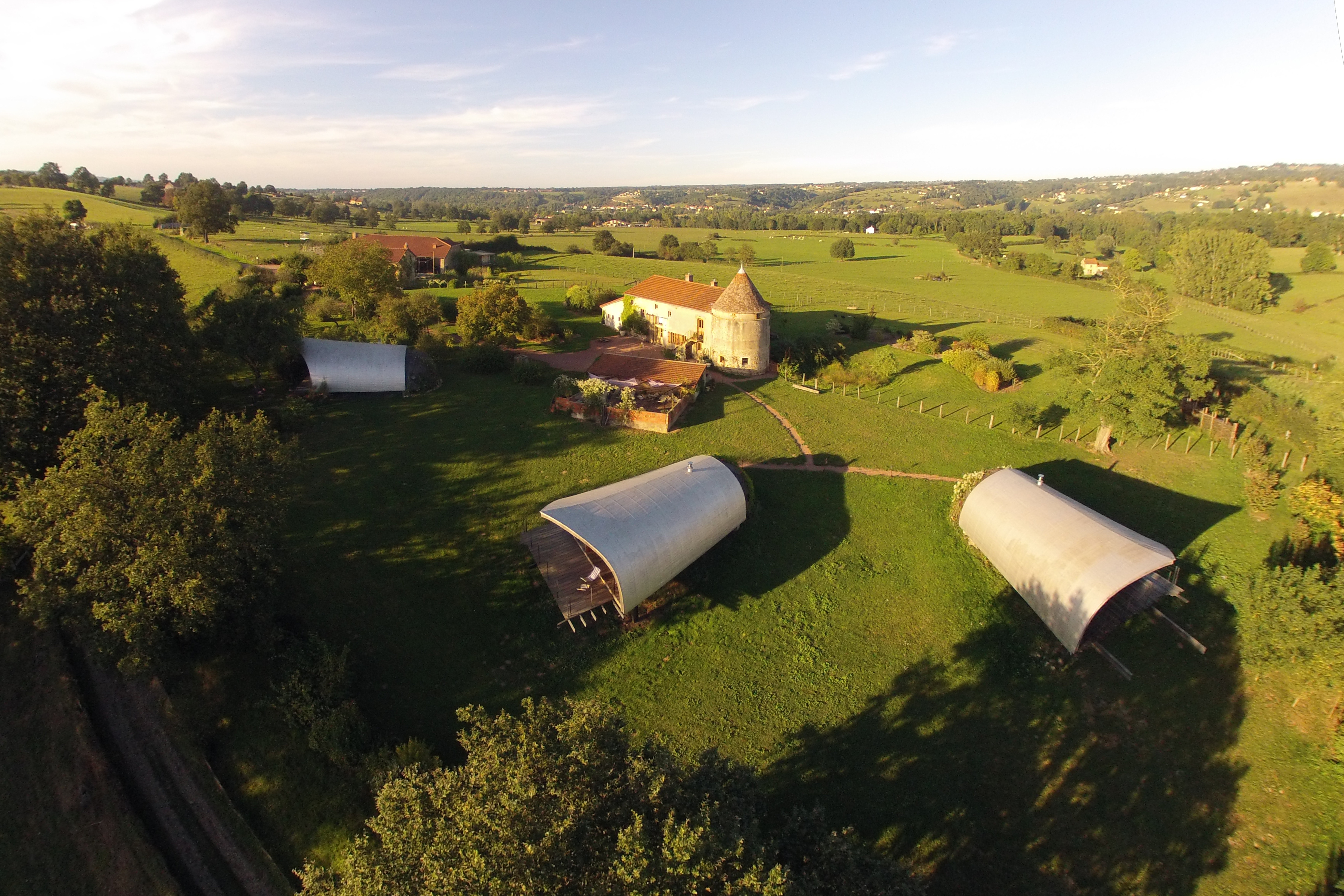
La Colline du Colombier à Iguerande.

En juin 2008, Marie-Pierre et Michel ouvrent à quelques kilomètres de Roanne, à Iguerande en Saône-et-Loire dans le Brionnais un nouvel établissement, La Colline du Colombier.

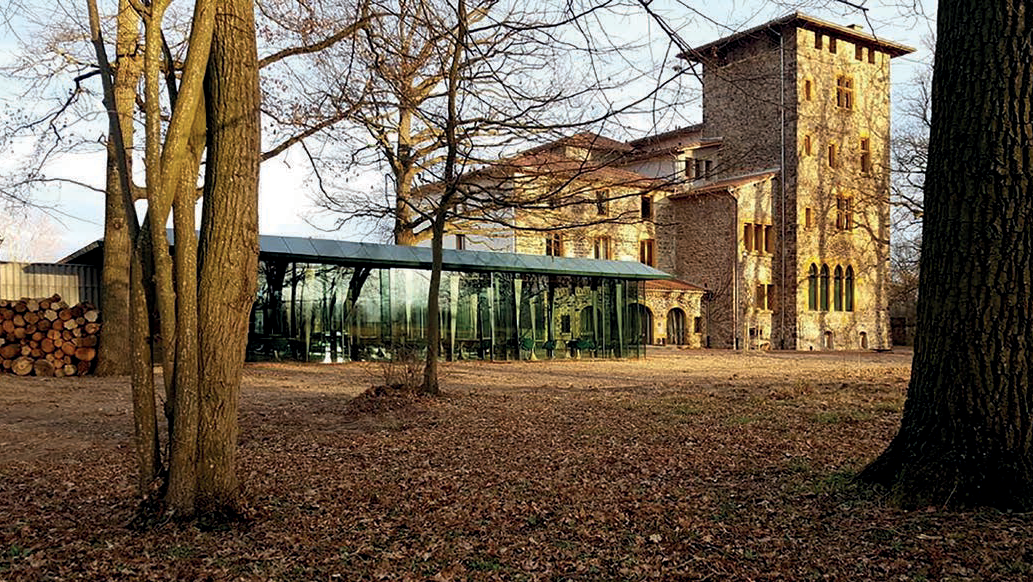
La salle du restaurant Le Bois sans feuilles et le manoir.

Le 18 février 2017, ouvre le nouvel établissement Troisgros : Le Bois sans feuilles. 
Le 24 mars 2021, César et Léo installent leur « Petite cuisine » établie dans un fourgon Citroën Type H place Clemenceau à Roanne.

## Faits marquants
- En 1962, les frères Troisgros créent l'une des recettes les plus célèbres de la gastronomie française : l'escalope de saumon à l'oseille[43].
- En 1965, Pierre Étaix et Jacques Brel se sont rencontrés chez Troisgros.
- En 1974, Michel Sardou et Carlos ont dîné chez Troisgros et ont fait l'objet d'un reportage pour le magazine Salut les copains.
- En 1978, pour le 10e anniversaire du Café de la Gare, Coluche invite chez Troisgros tous ceux qui ont créé la troupe avec lui.
- Dans les années 1970, Valéry Giscard d'Estaing venait chez Troisgros quand il était président de la République[44].
- Dans les années 1980, lors d'un passage de François Mitterrand à Roanne et d'une discussion avec Jean Auroux, le maire de la ville à l'époque, il est décidé que la gare de Roanne serait repeinte aux couleurs « saumon à l'oseille »[45].
- En 1995, certaines séquences du film d'Étienne Chatiliez Le bonheur est dans le pré avec Michel Serrault et Eddy Mitchell, ont été tournées dans le restaurant.
- Le 25 juillet 2008, les coureurs du Tour de France passent devant le célèbre restaurant au départ de la 19e étape qui relie Roanne à Montluçon.
- En 2013, Tony Parker y est venu dîner[46],[47]. La même année, François Hollande alors en visite à Roanne est venu dîner au restaurant Le Central[48],[44].
- En 2018, Troisgros fête ses 50 ans de trois étoiles au Guide Michelin[49].
- Clients célèbres : Mort Shuman, Hugues Aufray, Johnny Hallyday, Serge Gainsbourg et Jane Birkin[50],[12],[51].

## Distinctions et décorations

### Distinctions
- 1965 : Jean Troisgros obtient le titre de Meilleur ouvrier de France (section cuisine)[9].
- 1968 : trois étoiles  au Guide Michelin[1].
- 1972 : qualifié de « Meilleur restaurant du monde » par Christian Millau du Gault et Millau[13].
- 1988 : Pierre Troisgros devient membre honoris causa des Meilleurs ouvriers de France[6].
- 2003 : Michel Troisgros est sacré « Chef de l'année 2003 » par le guide Gault et Millau[52].
- 2017 : Michel Troisgros est élu « Chef de l'année 2018 » par ses pairs au Chefs World Summit 2017 (Classement « Les 100 Chefs » par le magazine Le Chef)[53],[54].
- 19/20 au Gault et Millau[7].
- 29/30 par le guide Zagat aux États-Unis, qui le dit à son tour « Meilleur restaurant du monde »[13].

### Décorations

#### Décorations françaises
- Pierre Troisgros :
  -  Officier de la Légion d'honneur (2004)[55]
  -  Chevalier de l'ordre national du Mérite (1969)[6]
  -  Officier de l'ordre des Arts et des Lettres (1985)[6]
  - Médaille de la Ville du Coteau (2017)[56]

- Michel Troisgros :
  -  Chevalier de la Légion d'honneur (2004)[57]

- Marie-Pierre Troisgros :
  -  Chevalier de l'ordre national du Mérite (2012)[58]

- César Troisgros :
  -  Chevalier de l'ordre du Mérite agricole (2019)

## Élèves célèbres
- Bernard Loiseau : apprentissage de 1968 à 1971.
- Guy Savoy : apprentissage en 1970 à 1973.
- Jean-Michel Lorain : apprentissage en 1977.
- Marc Haeberlin : commis de cuisine en 1969 et 1970.
- Gualtiero Marchesi : stagiaire en 1966.
- Gérald Passédat : commis de cuisine en 1980.
- Guy Martin : commis de cuisine en 1985[59].

## Ouvrages
- Jean et Pierre Troisgros, Cuisiniers à Roanne, Robert Laffont, coll. « Recettes originales », 1977, 342 p. (ISBN 978-2221112984).
- Pierre et Michel Troisgros, Les Petits Plats des Troisgros, Robert Laffont, coll. « Les recettes originales de… », 1985, 391 p. (ISBN 978-2221084878).
- Jean-Bernard Naudin, Jean-Michel Charbonnier et Pierre Troisgros, Renoir. À la table d'un impressionniste, Éditions du Chêne, coll. « À la table de… », 1994, 191 p. (ISBN 978-2851087928).
- Pierre et Michel Troisgros, Cuisine de famille. Chez les Troisgros, Flammarion, 1997, 193 p. (ISBN 978-2082005708).
- Pierre et Michel Troisgros, Les Meilleures Recettes familiales des Troisgros, Flammarion, coll. « Gastronomie », 2002, 118 p. (ISBN 978-2082009287).
- Michel Troisgros, La Cuisine acidulée, Le Cherche midi, coll. « Les aventuriers du goût », 2005, 287 p. (ISBN 978-2749100227).
- Michel Troisgros et Bénédict Beaugé, Michel Troisgros et l'Italie (photographies de Marie-Pierre Morel), Glénat Livres, coll. « Hommes et montagnes », 2009, 313 p.
- Fabienne Croze et Laurence Duquesne, Balade buissonnière et gourmande… en Bourgogne du sud, rencontre avec Pierre Troisgros, Thoba's Éditions, 126 illustrations et images couleurs, 2010, 168 p. (ISBN 2-916393-37-4).
- Michel et Marie-Pierre Troisgros, La Colline du Colombier (texte de Bénédict Beaugé, photographies de Marie-Pierre Morel), 2012, 286 p.
- Michel et Marie-Pierre Troisgros, La cuisine du Central (texte de Bénédict Beaugé, photographies de Marie-Pierre Morel), 2016, 190 p.
- Michel Troisgros, La joie de créer (dialogue avec Denis Lafay, illustré par Pascal Lemaître), Éditions de l'Aube, 2017, 192 p.
- Michel Troisgros, Vingt-trois soupes de bienvenue de la Colline du Colombier, Fabelio, 2019.
- Michel et César Troisgros, Servez citron (ensemble de photographies par Éric Poitevin d'assiettes desservies chez Troisgros, accompagné des recettes afférentes, piqué de « Restes de table », essai de Jean-Claude Lebensztejn), Éditions Macula, Paris, 2020  (ISBN 978-2-86589-122-1).

## Vidéographie
- Paul Lacoste, L'Invention de la cuisine : Michel Troisgros, Éditions lahuit.com, 2009.
- David Gelb, Chef's Table, Netflix, 2016.
- Frederick Wiseman, Menus-Plaisirs - Les Troisgros, 2023.